# Bầu cử tổng thống Hoa Kỳ 1844
Cuộc bầu cử tổng thống Hoa Kỳ năm 1844 là cuộc bầu cử tổng thống bốn năm một lần thứ 15, được tổ chức từ thứ sáu, ngày 1 tháng 11 đến thứ tư ngày 4 tháng 12 năm 1844. Ứng viên Dân chủ James K. Polk đánh bại ứng viên Whig Henry Clay trong một cuộc đua gây nhiều tranh cãi các vấn đề về chế độ nô lệ và sự sáp nhập của Cộng hòa Texas.
Việc Tổng thống John Tyler theo đuổi việc sáp nhập Texas đã đe dọa sự thống nhất của cả hai đảng lớn. Việc thôn tính sẽ mở rộng chế độ nô lệ của Mỹ về mặt địa lý. Nó cũng có nguy cơ chiến tranh với Mexico trong khi Hoa Kỳ tham gia vào các cuộc đàm phán về sở hữu và ranh giới nhạy cảm với Vương quốc Anh, quốc gia kiểm soát Canada, đối với Oregon. Do đó, việc sáp nhập Texas gây ra rủi ro cả về chính sách đối nội và đối ngoại. Cả hai đảng lớn đều có các chi nhánh ở miền Bắc và miền Nam, nhưng khả năng mở rộng chế độ nô lệ đã đe dọa sự chia rẽ trong mỗi bên. Bị Đảng Whig trục xuất sau khi phủ quyết đạo luật quan trọng của Đảng Whig và thiếu cơ sở chính trị vững chắc, Tyler hy vọng sử dụng việc sáp nhập Texas để giành chiến thắng trong cuộc đua tái tranh cử với tư cách là một ứng viên độc lập hoặc ít nhất là có ảnh hưởng quyết định, ủng hộ Texas đối với cuộc bầu cử.
Người lãnh đạo ban đầu cho đề cử của đảng Dân chủ là cựu Tổng thống Martin Van Buren, nhưng việc ông từ chối sáp nhập Texas đã làm hỏng khả năng trở thành ứng cử viên của ông. Sự phản đối của cựu Tổng thống Andrew Jackson và hầu hết các phái đoàn miền Nam, cộng với sự thay đổi quy tắc đề cử có khả năng đặc biệt nhằm ngăn chặn ông ta, đã ngăn Van Buren giành được 2/3 phiếu bầu cần thiết của các đại biểu tham gia Đại hội Quốc gia Đảng Dân chủ năm 1844. Thay vào đó, đại hội đã chọn James K. Polk, cựu Thống đốc bang Tennessee và Chủ tịch Hạ viện Hoa Kỳ, người nổi lên như một ứng cử viên ngựa ô đầu tiên. Polk tranh cử trên một khái niệm tin rằng Hoa Kỳ có vận mệnh mở rộng lãnh thổ, thường được gọi là Vận mệnh hiển nhiên. Tyler rút lui khỏi đua và tán thành Polk. Đảng Whig đã đề cử Henry Clay, một nhà lãnh đạo đảng lâu năm, nổi tiếng, người được yêu thích ban đầu nhưng rõ ràng đã lung lay trong việc thôn tính Texas. Mặc dù là một người miền Nam đến từ Kentucky và là một chủ nô lệ, Clay đã chọn tập trung vào những rủi ro của việc thôn tính trong khi tuyên bố không phản đối nó với tư cách cá nhân. Những nỗ lực lặp đi lặp lại, khó xử của ông nhằm điều chỉnh và cải thiện vị trí của mình đối với các cử tri hoang mang và xa lánh ở Texas, trái ngược hoàn toàn với sự rõ ràng và nhất quán của Polk.
Polk đã liên kết thành công tranh chấp với Vương quốc Anh về Oregon với vấn đề Texas. Do đó, ứng cử viên của đảng Dân chủ đã hợp nhất những người bành trướng miền Bắc chống chế độ nô lệ, những người đòi Oregon, với những người bành trướng miền Nam ủng hộ chế độ nô lệ, những người đòi Texas. Trong cuộc bỏ phiếu phổ thông trên toàn quốc, Polk đã đánh bại Clay với ít hơn 40.000 phiếu, tỷ lệ 1,4%. James G. Birney của Đảng Tự do chống chế độ nô lệ giành được 2,3% phiếu bầu. Với tư cách là Tổng thống, Polk đã hoàn thành việc sáp nhập Texas của Mỹ, vốn là nguyên nhân gần nhất của Chiến tranh Mỹ - Mexico.

## Bối cảnh

### Tranh cãi về quy tắc bịt miệng và sáp nhập Texas
Đảng Whig và Đảng Dân chủ bắt tay vào các chiến dịch của họ trong cao trào của các cuộc tranh cãi về quy tắc bịt miệng của quốc hội vào năm 1844, khiến các dân biểu miền Nam đàn áp các kiến nghị của miền Bắc nhằm chấm dứt việc buôn bán nô lệ ở Đặc khu Columbia.   Các kiến nghị chống thôn tính Quốc hội được gửi từ các lực lượng chống chế độ nô lệ phía bắc, bao gồm cả các cơ quan lập pháp của bang, cũng bị đàn áp tương tự.   Các thỏa hiệp nội bộ đảng phái và việc điều động chính trị về chế độ nô lệ trong những cuộc tranh luận gây chia rẽ này đã gây căng thẳng đáng kể cho cánh phía bắc và phía nam bao gồm mỗi tổ chức chính trị.  Câu hỏi đặt ra là liệu thể chế nô lệ và các nguyên tắc quý tộc về thẩm quyền xã hội của nó có tương thích với chủ nghĩa cộng hòa dân chủ, đã trở thành "một vấn đề thường trực trong nền chính trị quốc gia".
Năm 1836, một phần của bang Coahuila y Tejas của Mexico tuyên bố độc lập để hình thành Cộng hòa Texas. Người Texas, phần lớn là người Mỹ nhập cư từ Deep South, nhiều người trong số họ sở hữu nô lệ, đã tìm cách đưa nước cộng hòa của họ vào Liên bang Hoa Kỳ với tư cách tiểu bang. Lúc đầu, chủ đề sáp nhập Texas vào Hoa Kỳ bị cả hai chính đảng lớn của Mỹ xa lánh.  Mặc dù họ công nhận chủ quyền của Texas, các Tổng thống Andrew Jackson (1829–1837) và Martin Van Buren (1837–1841) đã từ chối theo đuổi việc thôn tính.   Viễn cảnh đưa một tiểu bang nô lệ khác vào Liên bang đầy rẫy những vấn đề.  Cả hai đảng lớn - Đảng Dân chủ và Đảng Whig - đều coi bang Texas là thứ "không đáng để xảy ra một cuộc chiến tranh nước ngoài [với Mexico]" hoặc "cuộc chiến từng phần" mà việc sáp nhập sẽ gây ra ở Hoa Kỳ.

### Hiệp ước Tyler – Texas
Tổng thống đương nhiệm John Tyler, trước đây là phó tổng thống, đã đảm nhận chức vụ tổng thống sau cái chết của William Henry Harrison vào năm 1841. Tyler, thành viên Whig,  nổi lên như một người ủng hộ quyền của các bang và cam kết mở rộng chế độ nô lệ bất chấp các nguyên tắc của đảng mình.   Sau khi phủ quyết chương trình lập pháp trong nước của Đảng Whig, ông bị khai trừ khỏi đảng của mình vào ngày 13 tháng 9 năm 1841.   Bị cô lập về mặt chính trị, nhưng không bị cản trở bởi sự kiềm chế của đảng,  Tyler tự liên kết với một nhóm nhỏ những người theo chủ nghĩa thôn tính Texas  để tranh cử một nhiệm kỳ đầy đủ vào năm 1844.
Tyler tin rằng Vương quốc Anh đang khuyến khích mối quan hệ hợp tác Texas-Mexico có thể dẫn đến việc giải phóng nô lệ ở nước cộng hòa Texas.   Theo đó, ông chỉ đạo Ngoại trưởng Abel P. Upshur của Virginia khởi xướng, sau đó không ngừng theo đuổi, các cuộc đàm phán thôn tính bí mật   với Đại sứ Texas tại Hoa Kỳ Isaac Van Zandt, bắt đầu vào ngày 16 tháng 10 năm 1843.
Tyler đệ trình hiệp ước Texas-Hoa Kỳ của mình về việc sáp nhập Texas tới Thượng viện Hoa Kỳ, được đưa ra vào ngày 22 tháng 4 năm 1844, nơi yêu cầu đa số hai phần ba để phê chuẩn.   Bộ trưởng Ngoại giao mới được bổ nhiệm John C. Calhoun của Nam Carolina (đảm nhận chức vụ ngày 29 tháng 3 năm 1844)  bao gồm một tài liệu được gọi là Thư Packenham với dự luật Tyler được tính toán để tạo ra cảm giác khủng hoảng trong các đảng viên Dân chủ miền Nam tại Thâm Nam.  Trong đó, ông mô tả chế độ nô lệ là một may mắn xã hội và việc mua lại Texas như một biện pháp khẩn cấp cần thiết để bảo vệ "thể chế đặc thù" ở Hoa Kỳ.   Khi làm như vậy, Tyler và Calhoun đã tìm cách thống nhất miền Nam trong một cuộc chiến mà miền Bắc sẽ đưa ra một tối hậu thư: ủng hộ việc thôn tính Texas hoặc để mất miền Nam.  Những người chống chế độ nô lệ Whig coi việc sáp nhập Texas là đặc biệt nghiêm trọng, vì Mexico đã đặt chế độ nô lệ ra ngoài vòng pháp luật ở Coahuila y Tejas vào năm 1829, trước khi Texas độc lập được tuyên bố.
Các cuộc vận động tranh cử tổng thống năm 1844 phát triển trong bối cảnh cuộc đấu tranh nhằm thôn tính Texas, vốn gắn liền với vấn đề mở rộng chế độ nô lệ và an ninh quốc gia.   Tất cả các ứng cử viên trong cuộc bầu cử tổng thống năm 1844 đã phải tuyên bố lập trường về vấn đề bùng nổ này.

## Đề cử

### Đề cử của Đảng Dân chủ
| Đề cử của Đảng Dân chủ năm 1844       |                                       |
| James K. Polk                         | George M. Dallas                      |
| cho Tổng thống                        | cho Phó Tổng thống                    |
|                                       |                                       |
| Thống đốc Tennessee thứ 9 (1839–1841) | Cựu Đại sứ Hoa Kỳ tại Nga (1837-1839) |
| Chiến dịch                            |                                       |

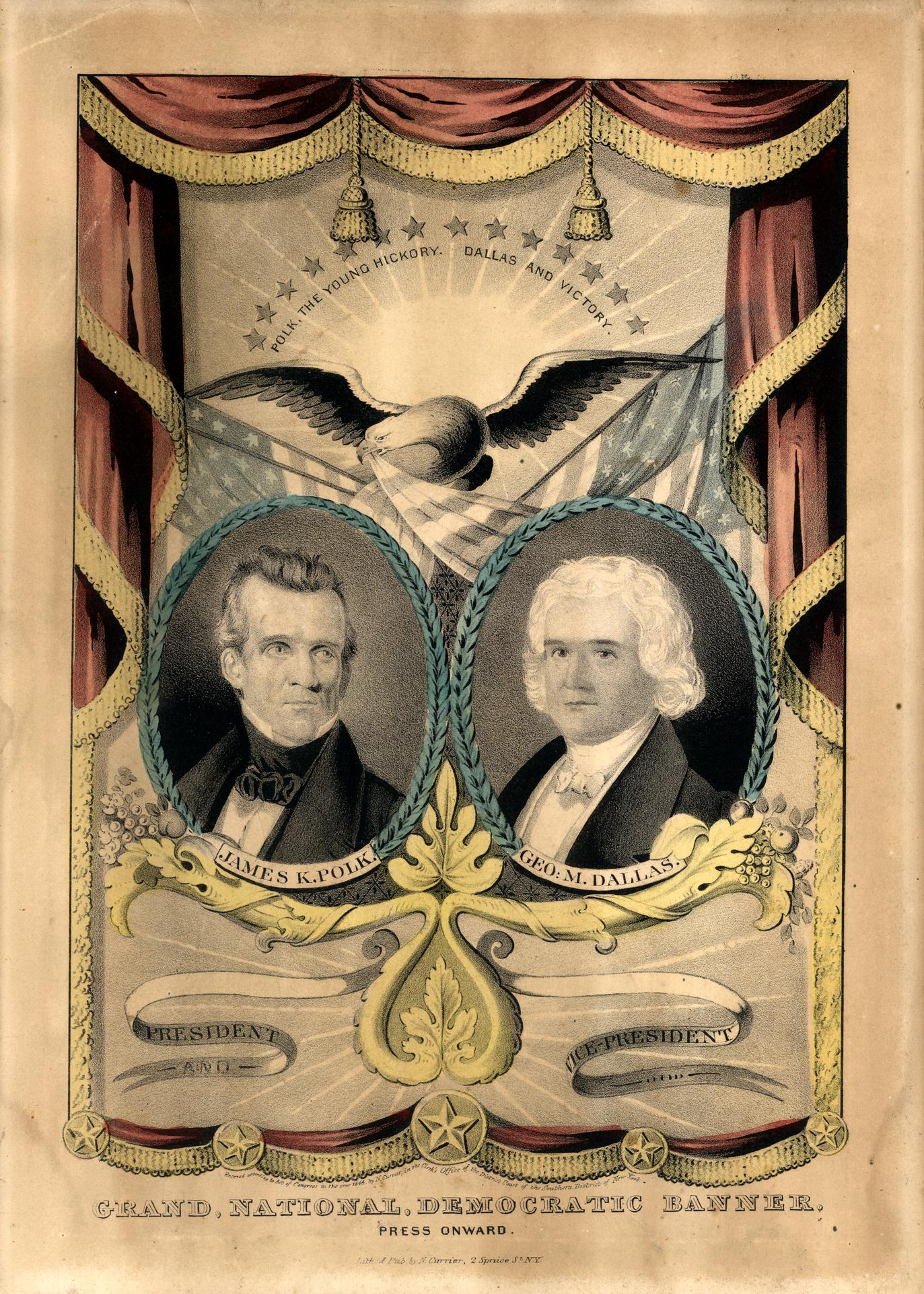
Biểu ngữ tranh cử của Đảng Dân chủ

Martin Van Buren, Tổng thống Hoa Kỳ từ năm 1837 đến năm 1841, và là kiến trúc sư trưởng của nền dân chủ Jackson,   là ứng cử viên tổng thống của đảng Dân chủ vào mùa xuân năm 1844.   Với việc Ngoại trưởng John C. Calhoun rút lại đề cử tổng thống vào tháng 1 năm 1844, chiến dịch được cho là sẽ tập trung vào các vấn đề trong nước. Tất cả điều này đã thay đổi với hiệp ước Tyler.  Van Buren coi biện pháp sáp nhập của Tyler là một nỗ lực phá hoại chiến dịch của ông vào Nhà Trắng bằng cách làm trầm trọng thêm liên minh Dân chủ Bắc-Nam vốn đã căng thẳng liên quan đến việc mở rộng chế độ nô lệ.  Lá thư Packenham của Calhoun sẽ thúc đẩy đảng Dân chủ miền Nam thực hiện nhiệm vụ buộc phe miền Bắc của đảng này phải chấp nhận việc sáp nhập Texas,  bất chấp nguy cơ cao "đưa chế độ nô lệ vào chiến dịch chính trị của họ ở Texas."
Việc sáp nhập Texas là vấn đề chính trị quan trọng nhất thời gian này. Van Buren, ban đầu là ứng cử viên hàng đầu, phản đối việc sáp nhập ngay lập tức vì nó có thể dẫn đến một cuộc khủng hoảng nội bộ về tình trạng nô lệ ở miền Tây và dẫn đến chiến tranh với Mexico. sự phản đối này khiến Van Buren mất đi sự ủng hộ của các đảng viên Đảng Dân chủ theo chủ nghĩa bành trướng và đảng viên Dân chủ ở miền Nam; kết quả là ông không giành được đề cử. Tương tự như vậy, các đại biểu không thể giải quyết vấn đề như Lewis Cass, cựu Bộ trưởng Chiến tranh, người có chứng chỉ cũng bao gồm các nhiệm vụ trong quá khứ với tư cách là Đại sứ Hoa Kỳ tại Pháp.
Trong lần bỏ phiếu thứ tám, nhà sử học George Bancroft, một đại biểu từ Massachusetts, đã đề xuất cựu Chủ tịch Hạ viện James K. Polk là một ứng cử viên thỏa hiệp. Polk lập luận rằng Texas và Oregon luôn thuộc về Hoa Kỳ. Ông kêu gọi "tái sát nhập Texas ngay lập tức" và "tái chiếm" lãnh thổ Oregon đang tranh chấp.
Trong lần bỏ phiếu tiếp theo, đại hội nhất trí chấp nhận Polk, người trở thành ứng cử viên tổng thống ngựa ô đầu tiên, hoặc ít được biết đến.  Các đại biểu đã chọn Thượng nghị sĩ Silas Wright của New York cho chức Phó Tổng thống, nhưng Wright, một người ngưỡng mộ Van Buren, đã từ chối đề cử để trở thành người đầu tiên từ chối đề cử phó tổng thống. Đảng Dân chủ sau đó đã đề cử George M. Dallas, một luật sư của Pennsylvania.

### Thư Hammet của Martin Van Buren

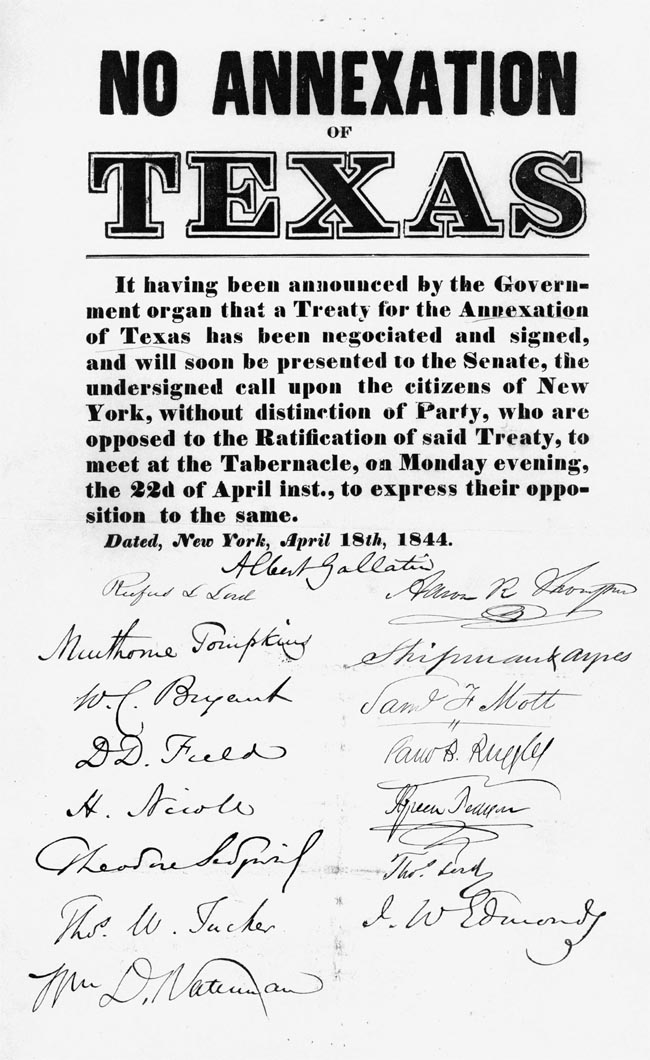
Áp phích chống thôn tính, Thành phố New York, tháng 4 năm 1844. Albert Gallatin (chữ ký trên áp phích), Bộ trưởng Ngân khố của Thomas Jefferson, chủ trì sự kiện này

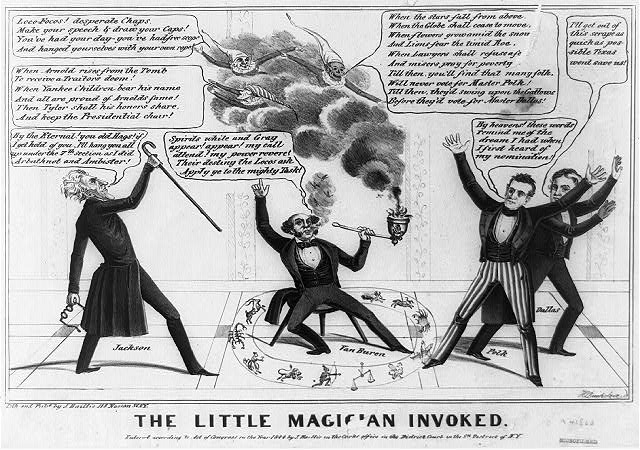
Martin Van Buren triệu tập các linh hồn để đánh bại Đảng Dân chủ hoặc Loco Foco triển vọng tranh cử vào năm 1844.

Van Buren nhận ra rằng việc chấp nhận những kẻ bành trướng chế độ nô lệ ở miền Nam sẽ khiến đảng Dân chủ miền Bắc bị buộc tội xoa dịu quyền nô lệ từ những đảng viên Đảng Dân chủ chống thôn tính mạnh mẽ miền Bắc và một số đảng viên Đảng Dân chủ.  Ông đã tạo ra một quan điểm chống Texas rõ ràng vốn đã bắt đầu với các đảng viên Đảng Dân chủ theo chủ nghĩa bành trướng miền Nam, đặt ra một kịch bản có điều kiện cao khiến việc sáp nhập Texas bị trì hoãn vô thời hạn.   Trong Thư Hammett, xuất bản ngày 27 tháng 4 năm 1844 (viết vào ngày 20 tháng 4),  ông khuyên đảng của mình từ chối Texas dưới sự điều hành của Tyler. Hơn nữa, việc sáp nhập Texas như một lãnh thổ dự kiến sẽ được tiến hành dưới thời chính quyền Van Buren, chỉ khi công chúng Mỹ đã được tham vấn về vấn đề này và sự hợp tác của Mexico đã được theo đuổi để tránh một cuộc chiến tranh không cần thiết.   Một lựa chọn quân sự có thể được nâng cao nếu một nền tảng của sự ủng hộ phổ biến phát sinh cho Texas, được chứng nhận với sự ủy nhiệm của quốc hội.   Về những khía cạnh này, Martin Van Buren khác với Henry Clay, người sẽ không bao giờ chấp nhận việc thôn tính nếu không có sự đồng ý của Mexico.
Với việc công bố Bức thư Raleigh của Clay và Bức thư Hammett của Van Buren, các đảng viên Đảng Dân chủ ủng hộ Van Buren hy vọng rằng quan điểm của ứng cử viên của họ đối với Texas sẽ khiến những người ủng hộ thôn tính miền Nam có đúng một lựa chọn cho vị trí tổng thống: Martin Van Buren. Trong việc này, họ đã đánh giá sai tình hình chính trị.  Tyler và những người ủng hộ thôn tính miền Nam đặt ra một mối đe dọa tiềm tàng lớn hơn nhiều so với Clay, trong đó hiệp ước Tyler-Calhoun sẽ gây áp lực to lớn lên đảng Dân chủ miền Bắc trong việc tuân thủ các yêu cầu của đảng Dân chủ miền Nam đối với Texas.
Lá thư Hammett hoàn toàn không thể trấn an những phần tử cực đoan ở Trung và Thâm Nam, những người đã phản ứng có lợi với Thư Pakenham của Calhoun.   Một bộ phận thiểu số trong giới lãnh đạo đảng Dân chủ miền Nam vẫn tin tưởng rằng các nhà lập pháp miền Bắc Dân chủ sẽ phớt lờ sự phản đối của các cử tri đối với việc mở rộng chế độ nô lệ và đoàn kết ủng hộ việc sáp nhập Texas sau khi chịu đủ áp lực từ miền Nam.
Mức độ ủng hộ của Đảng Dân chủ miền Nam dành cho Martin Van Buren đã bị xói mòn trong cuộc khủng hoảng sáp nhập Texas trở nên rõ ràng khi người đồng cấp phía Nam của Van Buren trong sự trỗi dậy của Đảng Dân chủ, Thomas Ritchie của Richmond Enquirer, chấm dứt liên minh chính trị 20 năm của họ để ủng hộ thôn tính ngay lập tức.

### Andrew Jackson
Calhoun đã có được sự tín nhiệm đáng kể khi kẻ thù cũ của ông, cựu Tổng thống Andrew Jackson, công khai tuyên bố ủng hộ việc sáp nhập Texas ngay lập tức vào tháng 5 năm 1844.  Jackson đã tạo điều kiện thuận lợi cho các cuộc đàm phán của Tyler tại Texas vào tháng 2 năm 1844 bằng cách trấn an Tổng thống Cộng hòa Texas Sam Houston rằng có khả năng Thượng viện Hoa Kỳ sẽ phê chuẩn hiệp ước Tyler.  Khi Thượng viện tranh luận về hiệp ước Tyler, Jackson tuyên bố rằng sự ủng hộ phổ biến của người Texas đối với việc sáp nhập cần được tôn trọng và bất kỳ sự chậm trễ nào sẽ dẫn đến việc Cộng hòa Texas bị Anh thống trị sẽ thúc đẩy giải phóng nô lệ và gây ra mối đe dọa quân sự nước ngoài đối với vùng Tây Nam Hoa Kỳ.
Cựu anh hùng quân đội đã đi xa hơn, kêu gọi tất cả các đảng viên Đảng Dân chủ Jackson chặn Martin Van Buren khỏi đề cử của đảng và tìm kiếm một ứng cử viên tổng thống của Đảng Dân chủ cam kết hoàn toàn với việc sáp nhập Texas ngay lập tức.  Khi làm như vậy, Jackson đã từ bỏ truyền thống Jefferson-Jackson vốn yêu cầu cánh phương Bắc và phương Nam phải thỏa hiệp trong các tranh chấp về chế độ nô lệ theo hiến pháp.
Texas đang phá vỡ sự ủng hộ của Van Buren trong số các đảng viên Dân chủ và sẽ làm "trật bánh" chiến dịch tranh cử Tổng thống Hoa Kỳ của ông.

### Chiến thuật của Đảng Dân chủ
Nhà sử học Sean Wilentz mô tả một số chiến thuật tranh cử của Đảng Dân chủ:
Ở miền Nam, các đảng viên Đảng Dân chủ phân biệt chủng tộc và bôi nhọ Clay là những kẻ theo chủ nghĩa bãi nô thích da đen, trong khi ở miền Bắc, họ phỉ báng ông là một kẻ đồi bại, du đãng, đánh bạc, lăng nhăng, đạo đức giả, vô tôn giáo mà việc đảo ngược vấn đề ngân hàng chứng tỏ ông không có nguyên tắc. Họ cũng giới thiệu những đề cử của họ cho những người theo dõi địa phương cụ thể, khi Polk gợi ý một cách phi lý, trong một lá thư gửi cho một người Philadelphia, rằng ông ủng hộ việc bảo vệ thuế quan "hợp lý" đối với các nhà sản xuất trong nước, trong khi họ tấn công nhà nhân đạo sùng đạo Frelinghuysen như một người cố chấp chống Công giáo và tiền điện tử là kẻ thù truyền kiếp của sự tách biệt giữa nhà thờ và nhà nước. Để đảm bảo sự thành công của chiến lược phía Nam của họ, Đảng Dân chủ cũng bóp nghẹt John Tyler.

Ngoài nền tảng thực tế của mình, Polk cam kết chỉ phục vụ một nhiệm kỳ với tư cách tổng thống. Ông sẽ giữ lời hứa này và sẽ chết chưa đầy ba tháng sau khi rời nhiệm sở.

### Thượng viện bỏ phiếu về hiệp ước Tyler-Texas
Hiệp ước sáp nhập Tyler-Texas, được đệ trình lên Thượng viện vào tháng 4 năm 1844, đã bị đánh bại tại Thượng viện do Đảng Whig kiểm soát, phần lớn theo đường lối đảng phái, 16 so với 35 - đa số 2/3 chống lại việc thông qua - vào ngày 8 tháng 6 năm 1844.: Thượng viện Hoa Kỳ "đã bỏ phiếu từ ba mươi lăm đến mười sáu để đánh bại hiệp ước. Đảng Whig đã bỏ phiếu 27-1 chống lại hiệp ước: tất cả các Thượng nghị sĩ Whig miền Bắc đã bỏ phiếu không, và mười bốn trong số mười lăm Thượng nghị sĩ Whig miền Nam đã tham gia với họ. Các đảng viên Dân chủ đã bỏ phiếu cho hiệp ước 15–8, với đa số đảng Dân chủ miền Bắc phản đối. Đảng Dân chủ miền Nam khẳng định hiệp ước 10–1, chỉ có một Thượng nghị sĩ của bang nô lệ, Thomas Hart Benton, bỏ phiếu chống.
Ba ngày sau, Tyler và những người ủng hộ ông trong Quốc hội bắt đầu khám phá các phương tiện để vượt qua yêu cầu đa số về việc phê chuẩn hiệp ước của Thượng viện. Thay thế các giao thức hiến pháp để kết nạp các vùng của Hoa Kỳ vào Liên minh với tư cách là các tiểu bang, Tyler đề xuất rằng phương tiện thay thế, nhưng hợp hiến, được sử dụng để đưa Cộng hòa Texas - một quốc gia xa lạ - vào Liên minh.
Tyler và Calhoun, trước đây là những người ủng hộ trung thành các biện pháp bảo vệ thiểu số dựa trên các yêu cầu đa số đối với luật pháp quốc gia, nay đã thay đổi lập trường của họ để tạo điều kiện thuận lợi cho việc thông qua hiệp ước Tyler. Việc Tyler cố gắng trốn tránh cuộc bỏ phiếu của Thượng viện đã gây ra một cuộc tranh luận sôi nổi của quốc hội.

### Đề cử của Đảng Whig
| Đề cử của Đảng Whig năm 1844                             |                                                |
| Henry Clay                                               | Theodore Frelinghuysen                         |
| cho Tổng thống                                           | cho Phó Tổng thống                             |
|                                                          |                                                |
| Chủ tịch Hạ viện thứ 7 (1811–1814, 1815–1820, 1823–1825) | Hiệu trưởng Đại học New York thứ 2 (1839-1850) |

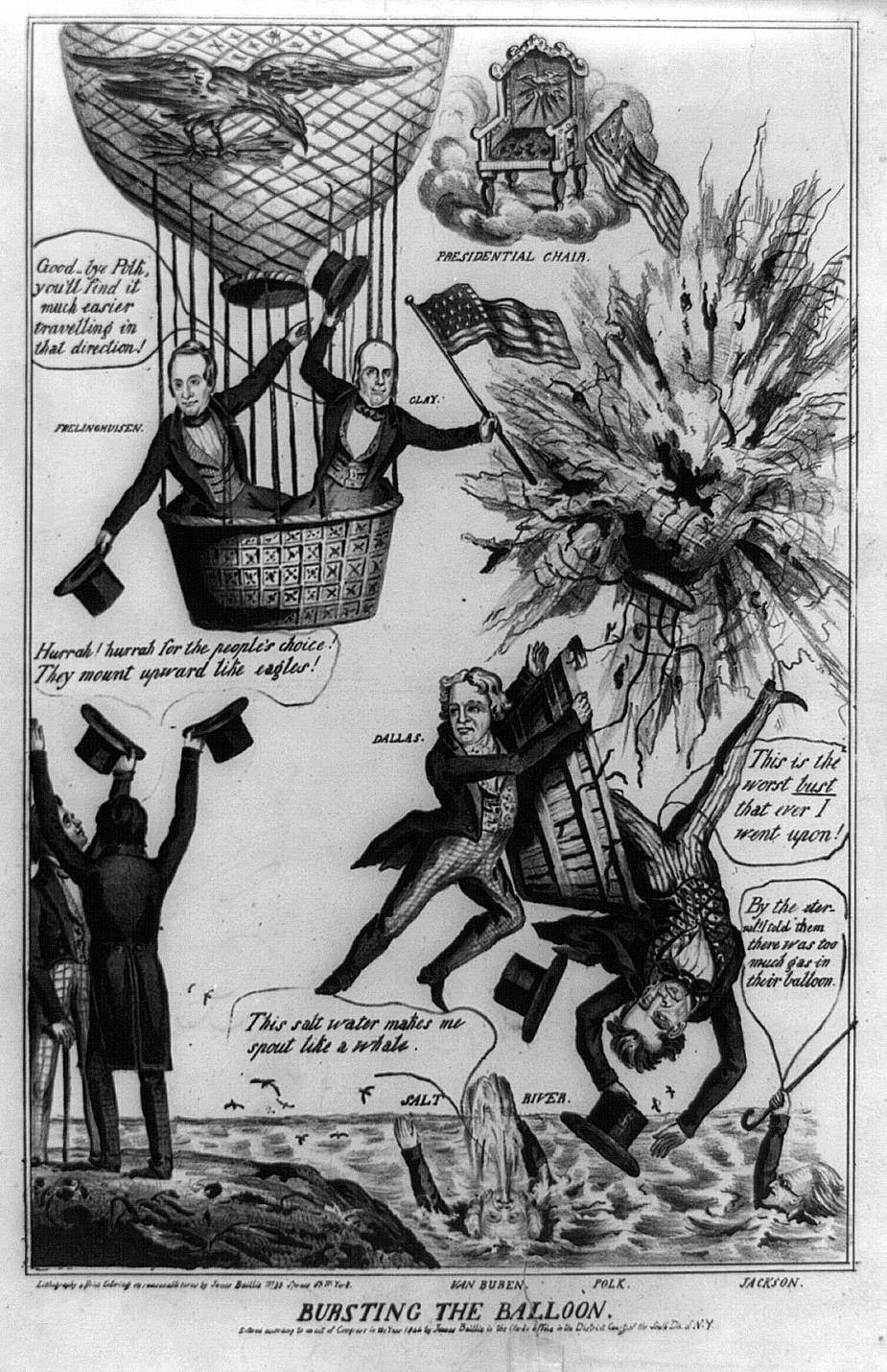
Phim hoạt hình chính trị dự đoán sự thất bại của Polk trước Clay

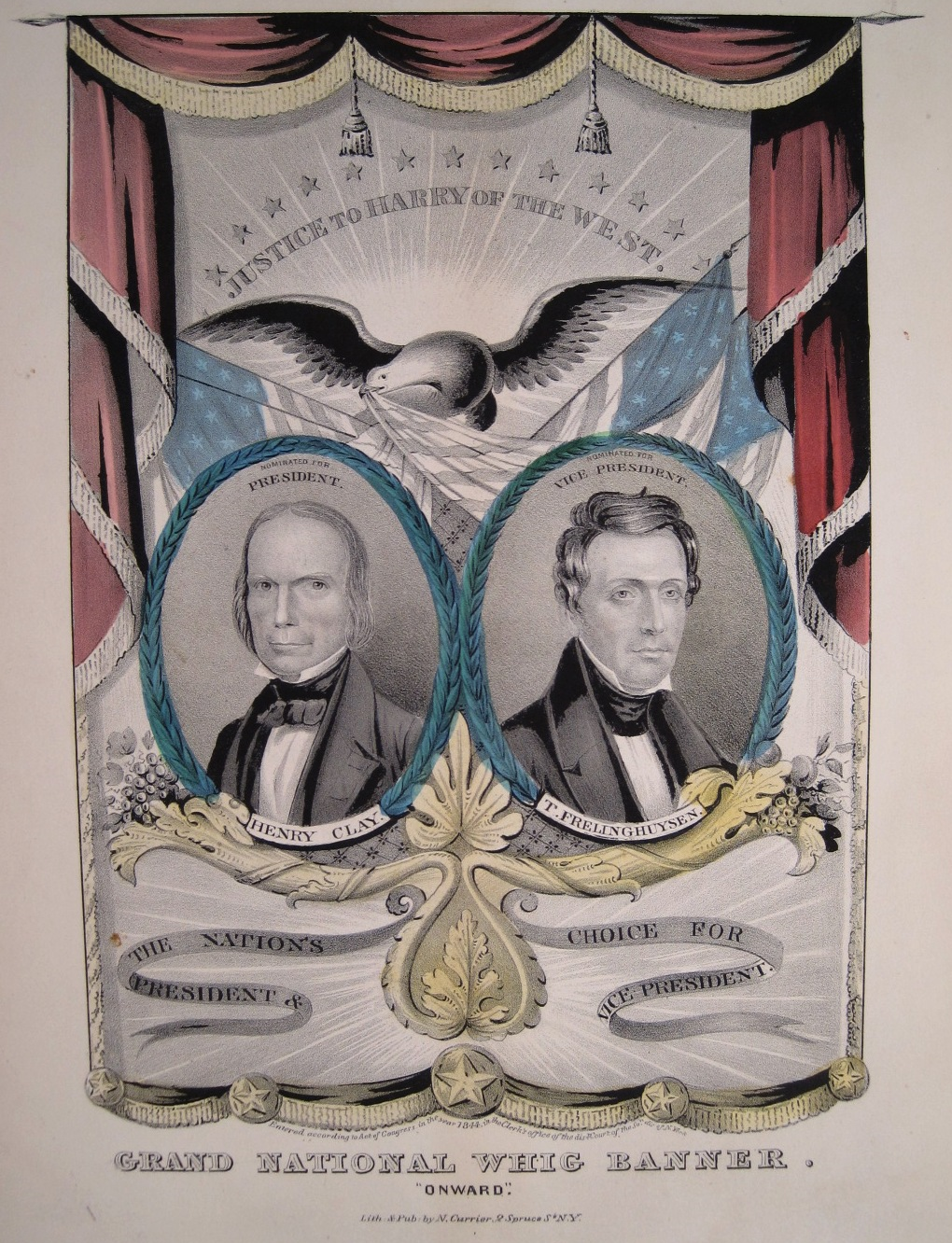
Biểu ngữ của đảng Whig

Cựu Thượng nghị sĩ Henry Clay của Kentucky, người lãnh đạo thực sự của Đảng Whig kể từ khi thành lập năm 1834, được chọn làm ứng cử viên tổng thống của Đảng Whig tại đại hội của đảng ở Baltimore, Maryland, vào ngày 1 tháng 5 năm 1844. Clay, một chủ nô, đã chủ trì một đảng trong đó cánh miền Nam của họ cam kết đủ với cương lĩnh quốc gia để đặt lòng trung thành của đảng phái lên trên các đề xuất bành trướng chế độ nô lệ có thể làm suy yếu liên minh Bắc-Nam của nó. Đảng Whig cảm thấy tự tin rằng Clay có thể nhân đôi chiến thắng long trời lở đất của Harrison năm 1840 trước bất kỳ ứng cử viên đối lập nào.
Đảng Whig miền Nam lo ngại rằng việc mua lại những vùng đất màu mỡ ở Texas sẽ tạo ra một thị trường khổng lồ cho lao động nô lệ, làm tăng giá nô lệ và làm giảm giá trị đất đai tại các bang quê hương của họ. Đảng Whig miền Nam lo sợ rằng chính quyền bang Texas sẽ mở đầu cho việc mở ra một "Đế chế cho Nô lệ" rộng lớn.
Hai tuần trước đại hội Whig ở Baltimore, để phản ứng với Thư Packenham của Calhoun, Clay đã ban hành một tài liệu được gọi là Thư Raleigh (ban hành ngày 17 tháng 4 năm 1844)  trình bày quan điểm của ông về Texas với những người bạn miền nam Whig của ông. Trong đó, ông thẳng thừng tố cáo dự luật sáp nhập Tyler và dự đoán rằng việc thông qua nó sẽ kích động một cuộc chiến với Mexico, quốc gia mà chính phủ chưa bao giờ công nhận sự độc lập của Texas. Clay nhấn mạnh lập trường của mình, cảnh báo rằng ngay cả khi có sự đồng ý của Mexico, ông sẽ chặn việc thôn tính trong trường hợp có sự phản đối của bộ phận đáng kể tồn tại ở bất cứ đâu trên đất Mỹ.
Ban lãnh đạo đảng Whig nhận thức sâu sắc rằng bất kỳ đạo luật chống chế độ nô lệ nào do phe miền Nam của đảng này đưa ra sẽ khiến cánh miền Bắc chống chế độ nô lệ của họ xa lánh và làm tê liệt đảng trong cuộc tổng tuyển cử. Để duy trì đảng của mình, Whig sẽ cần phải có lập trường chống lại việc có được một tiểu bang nô lệ mới. Do đó, Whig đã bằng lòng để hạn chế nền tảng chiến dịch năm 1844 của họ trong các vấn đề ít gây chia rẽ hơn như cải tiến nội bộ và tài chính quốc gia.
Đảng Whig đã chọn Theodore Frelinghuysen ở New Jersey - "Chính khách theo đạo Thiên chúa" - làm đồng ứng cử của Clay. Là người ủng hộ việc chiếm hữu nô lệ được giải phóng, ông được đảng Whig miền Nam chấp nhận vì là kẻ phản đối những người theo chủ nghĩa bãi nô. Danh tiếng ngoan đạo của ông đã cân bằng hình ảnh của Clay là một tay đấu sĩ chuyên bắt giữ nô lệ, nghiện rượu. Khẩu hiệu của đảng của họ là "Hurray, Hurray, the Country's Risin '- Hãy bình chọn cho Clay và Frelinghuysen!" 

### Lá thư Alabama của Henry Clay
Vào ngày 27 tháng 7 năm 1844, Henry Clay, giữa chiến dịch chống lại James K. Polk, đã đưa ra một tuyên bố lập trường, cái gọi là Thư Alabama. Trong đó, ông khuyên khu vực bầu cử Whig của mình coi việc sáp nhập và trở thành tiểu bang của Texas chỉ là một giai đoạn ngắn trong quá trình suy giảm chế độ nô lệ ở Hoa Kỳ, chứ không phải là một bước tiến dài hạn cho Quyền lực nô lệ. Clay đủ điều kiện lập trường của mình về việc sáp nhập Texas, tuyên bố "không phản đối cá nhân đối với việc sáp nhập" của nước cộng hòa. Ông sẽ quay trở lại định hướng ban đầu của mình vào tháng 9 năm 1844. Đảng Whig miền Bắc bày tỏ sự phẫn nộ trước bất kỳ sự bất đồng thuận nào với Quyền nô lệ và cáo buộc ông ta có hành động ngang ngược trong việc thôn tính Texas.
Tuy nhiên, vị trí trung tâm của Clay không thay đổi: không có cuộc thôn tính nào nếu không có sự đồng ý của phía Bắc. Sự cam kết của Clay đã khiến những người ủng hộ chế độ nô lệ ở miền Nam phải chịu áp lực cực kỳ nghiêm trọng, đe dọa làm mất uy tín của họ với tư cách là những người ủng hộ chế độ nô lệ.

### Chiến dịch chiến dịch Đảng Whig
Sử gia Sean Wilentz mô tả một số chiến thuật của chiến dịch Whig:
"Đảng Whig chống lại các cuộc tấn công của đảng Dân chủ bằng cách thu hồi máy móc tự chọn Log Cabin và sử dụng lại nó thay cho người đàn ông mà họ tôn vinh là 'Ol'Coon' Clay. Họ cũng tấn công cựu Chủ tịch Hạ viện Polk vì không ai sâu xa là Loco Foco nguy hiểm cấp tiến... Với thành công lớn hơn, Whig liên kết với phong trào chống Công giáo theo chủ nghĩa nativi đang trỗi dậy mạnh mẽ nhất ở New York và Pennsylvania, và đưa ra những câu chuyện rằng với tư cách là tổng thống, Clay sẽ thắt chặt luật nhập cư và nhập tịch. (Quá muộn, Clay đã cố gắng tránh xa bản thân từ những người theo chủ nghĩa bản địa.) "" Đảng Tự do càng làm tăng thêm sự bối rối... Clay trở thành đối tượng của các cuộc tấn công khủng khiếp của những người theo chủ nghĩa bãi nô. Một tờ giấy tay khét tiếng, được tái bản rộng rãi, bởi một bộ trưởng theo chủ nghĩa bãi nô Abel Brown,tố cáo Clay là một "Man Stealer, Slaveholder và Murdurer, "và buộc tội anh ta" bán Chúa Giêsu Kitô! "Vì anh ta xử lý nô lệ. Với chiến dịch được quyết định ở bên lề bầu cử, các nhà quản lý của Whig lo ngại đến mức vào cuối chiến dịch, họ đã đưa ra một lá thư gian dối được cho là đã chứng minh rằng James Birney đang bí mật làm việc liên minh với Đảng Dân chủ, và lưu hành nó ở New York và Ohio. " 

### Các đề cử khác

#### John Tyler

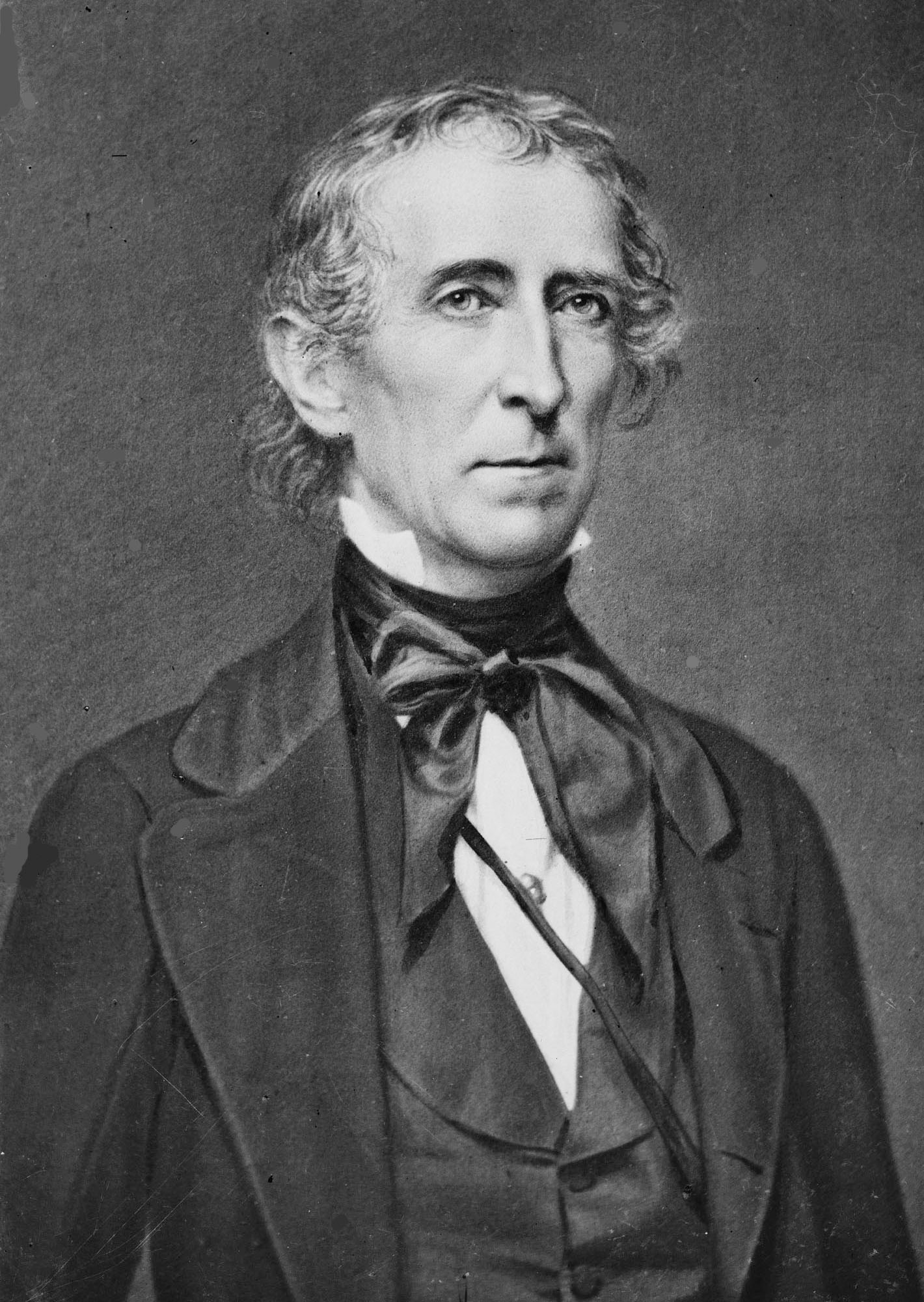
Tổng thống đương nhiệm John Tyler, ứng cử viên tổng thống của Đảng Dân chủ Cộng hòa

Sau phiên họp kín, các cuộc tranh luận của Thượng viện về hiệp ước Tyler-Texas bị rò rỉ ra công chúng vào ngày 27 tháng 4 năm 1844, hy vọng thành công duy nhất của Tổng thống Tyler trong việc ảnh hưởng đến việc thông qua hiệp ước của ông là can thiệp trực tiếp với tư cách là ứng cử viên trong cuộc bầu cử năm 1844 với tư cách là Kingmaker. "Đảng Dân chủ Cộng hòa" của ông, một sự tái chế tên đảng của Thomas Jefferson  đã tổ chức đại hội vào ngày 27 tháng 5 năm 1844, tại Baltimore, Maryland, một khoảng cách ngắn so với đại hội của Đảng Dân chủ đang diễn ra sẽ chọn James K. Polk với tư cách là người được đề cử. Tyler được đề cử cùng ngày mà không có thách thức, nhận vinh dự vào ngày 30 tháng 5 năm 1844. Ông ấy chỉ định không có người tranh cử phó tổng thống.
Ứng cử viên của Đảng Dân chủ James K. Polk đã phải đối mặt với khả năng rằng một tấm vé của Tyler có thể khiến các phiếu bầu của Đảng Dân chủ bị phiêu tán và mang lại cho Clay lợi thế chiến thắng trong một cuộc đua sát nút. Tyler đã nói rõ trong bài phát biểu chấp nhận đại hội của mình rằng mối quan tâm lớn hơn của ông là việc phê chuẩn hiệp ước sáp nhập Texas của ông. Hơn nữa, ông ta ám chỉ rằng ông ta sẽ bỏ cuộc đua một khi kết thúc đó đã được đảm bảo. Tyler tập trung nguồn lực của mình ở các bang New York, Pennsylvania và New Jersey, tất cả đều là những bang có nhiều tranh chấp trong cuộc bầu cử. Đảm bảo đủ sự ủng hộ của đảng Dân chủ, việc rút lui của ông có thể chứng tỏ là không thể thiếu đối với Polk.
Polk có thể chấp nhận miễn là Tyler có thể rút lui mà không làm dấy lên nghi ngờ về một món hời bí mật. Để củng cố sự hợp tác với Tyler, Polk đã mời Andrew Jackson trấn an Tyler rằng việc sáp nhập Texas sẽ hoàn tất dưới sự điều hành của Polk. Vào ngày 20 tháng 8 năm 1844, Tyler từ bỏ cuộc đua tổng thống, và những người ủng hộ Tyler nhanh chóng chuyển sang ủng hộ ứng cử viên của Đảng Dân chủ.

### Đảng Tự do
Luật sư và nhà xuất bản theo chủ nghĩa bãi nô James Birney đã tranh cử với tư cách là ứng cử viên của Đảng Tự do chống chế độ nô lệ và thu được 2,3% tổng số phiếu phổ thông, nhưng hơn 8% phiếu bầu ở Massachusetts, New Hampshire và Vermont. Số phiếu mà ông giành được nhiều hơn sự chênh lệch về số phiếu giữa Henry Clay và James K. Polk; một số học giả đã lập luận rằng sự ủng hộ của Birney trong số những người Whig chống chế độ nô lệ ở New York đã làm thay đổi trạng thái quyết định đó có lợi cho Polk.

### Joseph Smith
Joseph Smith, thị trưởng của Nauvoo, Illinois, và là người sáng lập phong trào Thánh hữu Ngày sau, đã hoạt động độc lập với Sidney Rigdon là người bạn điều hành của ông. Ông đề xuất xóa bỏ chế độ nô lệ thông qua bồi thường bằng cách bán đất công và giảm quy mô và tiền lương của Quốc hội; việc đóng cửa các nhà tù; sự sáp nhập của Texas, Oregon và các phần của Canada; bảo đảm các quyền quốc tế trên biển cả; thương mại tự do; và việc thành lập lại ngân hàng quốc gia. Phụ tá hàng đầu của ông, Brigham Young, đã vận động cho Smith rằng, "Chính Chúa Trời đã thiết kế để cứu quốc gia này khỏi sự hủy diệt và bảo tồn Hiến pháp."  Chiến dịch kết thúc khi ông bị một đám đông tấn công và giết chết khi ở nhà tù Carthage, Illinois vào ngày 27 tháng 6 năm 1844.

## Kết quả
Việc Polk áp dụng Vận mệnh hiển nhiên đã trả cổ tức tại các cuộc thăm dò. Không còn được xác định với "cuộc thập tự chinh miền nam vì chế độ nô lệ" của Tyler-Calhoun, đảng Dân chủ miền Tây có thể chấp nhận việc sáp nhập Texas. Đảng Dân chủ đã có một sự tăng vọt về tỷ lệ cử tri đi bỏ phiếu, lên tới 20% so với con số từ năm 1840, đặc biệt là ở các khu vực Tây Bắc và Trung Đại Tây Dương. Đảng Whig chỉ tăng 4%.
Đảng Dân chủ đã thắng Michigan, Illinois và Indiana và suýt thắng Ohio, nơi mà khái niệm Vận mệnh hiển nhiên được ngưỡng mộ nhất.
Ở Thâm Nam, Clay đã thua mọi bang trước Polk, một sự đảo ngược rất lớn so với cuộc đua năm 1840, nhưng lại thắng phần lớn các bang Trung và biên giới miền Nam.
Việc Clay "nói lung tung" ở Texas có thể đã khiến anh ta mất 41 phiếu đại cử tri của New York và Michigan. Cựu chủ nô, hiện là người theo chủ nghĩa bãi nô, James Birney của Đảng Tự do, lần lượt nhận được 15.812 và 3.632 phiếu bầu, trên cơ sở lập trường kiên định chống lại việc sáp nhập Texas.
Những phát súng ăn mừng đã vang lên ở Washington vào ngày 7 tháng 11 khi những người quay trở lại từ phía tây New York, nơi đã giành được bang và chức tổng thống cho Polk.  Polk thắng chỉ với 5.106 trong số 470.062 phiếu bầu ở New York, và chỉ có 3.422 trong số 52.096 phiếu bầu ở Michigan. Nếu có đủ các khối này bỏ phiếu cho Clay chống thôn tính ở cả hai bang, thì ông ta sẽ đánh bại Polk. Tuy nhiên, sự phản đối của Clay đối với việc thôn tính và mở rộng chế độ nô lệ ở phương Tây đã phục vụ tốt cho ông ta trong số những người Whig miền Bắc và gần như đảm bảo cho ông ta cuộc bầu cử.
Đây là cuộc bầu cử cuối cùng mà Ohio bỏ phiếu cho đảng Whig. Đây cũng là cuộc bầu cử tổng thống duy nhất trong đó người chiến thắng, Polk, thua cả bang sinh của mình là North Carolina và bang cư trú của ông ấy, Tennessee, (mà ông ấy chỉ thua 123 phiếu) trước chiến thắng Donald Trump trong cuộc bầu cử tổng thống năm 2016. Đây là cuộc bầu cử tổng thống duy nhất trong đó cả hai ứng cử viên của đảng chính đều từng là Chủ tịch Hạ viện.

### Cáo buộc gian lận
Sau khi kết thúc cuộc bầu cử, các ấn phẩm của Whig đã thất vọng khi Henry Clay bị cáo buộc gian lận đề cử của Clay. Whig Almanac, một bộ sưu tập hàng năm các số liệu thống kê chính trị và các sự kiện mà đảng quan tâm, năm 1845 có một cáo buộc gian lận ở Louisiana. Nó lưu ý rằng, tại một giáo xứ Louisiana, Plaquemines, cuộc kiểm phiếu đã bùng nổ từ chiến thắng 240 đến 40 phiếu cho đề cử Van Buren năm 1840 đến chiến thắng 1007-37 phiếu cho vé Polk năm 1844. Biên độ phiếu bầu 970 lớn hơn lợi nhuận của Polk trên toàn tiểu bang. 1.007 phiếu bầu mà Polk nhận được đã vượt quá tổng số tất cả nam giới da trắng trong giáo xứ vào năm 1840, mặc dù Louisiana có yêu cầu về tài sản để bỏ phiếu. Một quản lý, phi công và hành khách của con tàu hơi nước Agnes cho biết rằng con tàu đã chở các cử tri từ New Orleans đến giáo xứ Plaquemines, nơi người quản lý đã bị Thuyền trưởng thúc đẩy để bỏ phiếu cho đề cử Polk ba lần, mặc dù không đủ tuổi bầu cử. Một người đàn ông tên là Charles Bruland bị đuổi ra khỏi phòng bỏ phiếu trong tình trạng bị thương và đẫm máu sau khi cố gắng bỏ phiếu cho đề cử của Clay ở giáo xứ Plaquemines.
Cuối cùng, những cáo buộc gian lận này sẽ không làm thay đổi cuộc bầu cử (mặc dù Whig Almanac đưa ra một lập luận dốc ngược rằng nếu gian lận này xảy ra ở Louisiana, nó cũng phải xảy ra ở New York, nơi mà Clay thắng thì ông ta sẽ thắng cử), khi Louisiana chuyển đổi phiếu bầu sẽ khiến tổng số cuối cùng là 164 phiếu đại cử tri cho Polk thành 111 cho Clay.
| Ứng cử viên tổng thống         | Đảng                           | Bang nhà                       | Phiếu phổ thông(a)             | Phiếu phổ thông(a)             | Phiếu Đại cử tri | Đồng tranh cử              | Đồng tranh cử | Đồng tranh cử    |
| Ứng cử viên tổng thống         | Đảng                           | Bang nhà                       | Số phiếu                       | %                              | Phiếu Đại cử tri | Ứng cử viên phó tổng thống | Bang nhà      | Phiếu Đại cử tri |
| ------------------------------ | ------------------------------ | ------------------------------ | ------------------------------ | ------------------------------ | ---------------- | -------------------------- | ------------- | ---------------- |
| James Knox Polk                | Dân chủ                        | Tennessee                      | 1.339.494                      | 49,54%                         | 170              | George Mifflin Dallas      | Pennsylvania  | 170              |
| Henry Clay Sr.                 | Whig                           | Kentucky                       | 1.300.004                      | 48,08%                         | 105              | Theodore Frelinghuysen     | New York      | 105              |
| James Gillespie Birney         | Tự do                          | Michigan                       | 62.103                         | 2,30%                          | 0                | Thomas Morris              | Ohio          | 0                |
| Khác                           | Khác                           | Khác                           | 2.058                          | 0,08%                          | -                | Khác                       | Khác          | -                |
| Tổng cộng                      | Tổng cộng                      | Tổng cộng                      | 2.703.659                      | 100%                           | 275              |                            |               | 275              |
| Cần thiết để giành chiến thắng | Cần thiết để giành chiến thắng | Cần thiết để giành chiến thắng | Cần thiết để giành chiến thắng | Cần thiết để giành chiến thắng | 138              |                            |               | 138              |

(a) Các số liệu phổ thông đầu phiếu loại trừ Nam Carolina, nơi các Đại cử tri được cơ quan lập pháp tiểu bang chọn thay vì phổ thông đầu phiếu.
| \| Phiếu phổ thông \| Phiếu phổ thông \| Phiếu phổ thông \| Phiếu phổ thông \| Phiếu phổ thông \| \| --------------- \| --------------- \| --------------- \| --------------- \| --------------- \| \| \| \| \| \| \| \| Polk \| Polk \| \| 49.54% \| 49.54% \| \| Clay \| Clay \| \| 48.08% \| 48.08% \| \| Birney \| Birney \| \| 2.30% \| 2.30% \| \| Khác \| Khác \| \| 0.08% \| 0.08% \| |        |  |        |        |
| Phiếu phổ thông |        |  |        |        |
| |        |  |        |        |
| Polk | Polk   |  | 49.54% | 49.54% |
| Clay | Clay   |  | 48.08% | 48.08% |
| Birney | Birney |  | 2.30%  | 2.30%  |
| Khác | Khác   |  | 0.08%  | 0.08%  |

| \| Phiếu Đại cử tri \| Phiếu Đại cử tri \| Phiếu Đại cử tri \| Phiếu Đại cử tri \| Phiếu Đại cử tri \| \| ---------------- \| ---------------- \| ---------------- \| ---------------- \| ---------------- \| \| \| \| \| \| \| \| Polk \| Polk \| \| 61.81% \| 61.81% \| \| Clay \| Clay \| \| 38.18% \| 38.18% \| |      |  |        |        |
| Phiếu Đại cử tri |      |  |        |        |
| |      |  |        |        |
| Polk | Polk |  | 61.81% | 61.81% |
| Clay | Clay |  | 38.18% | 38.18% |

### Thư viện

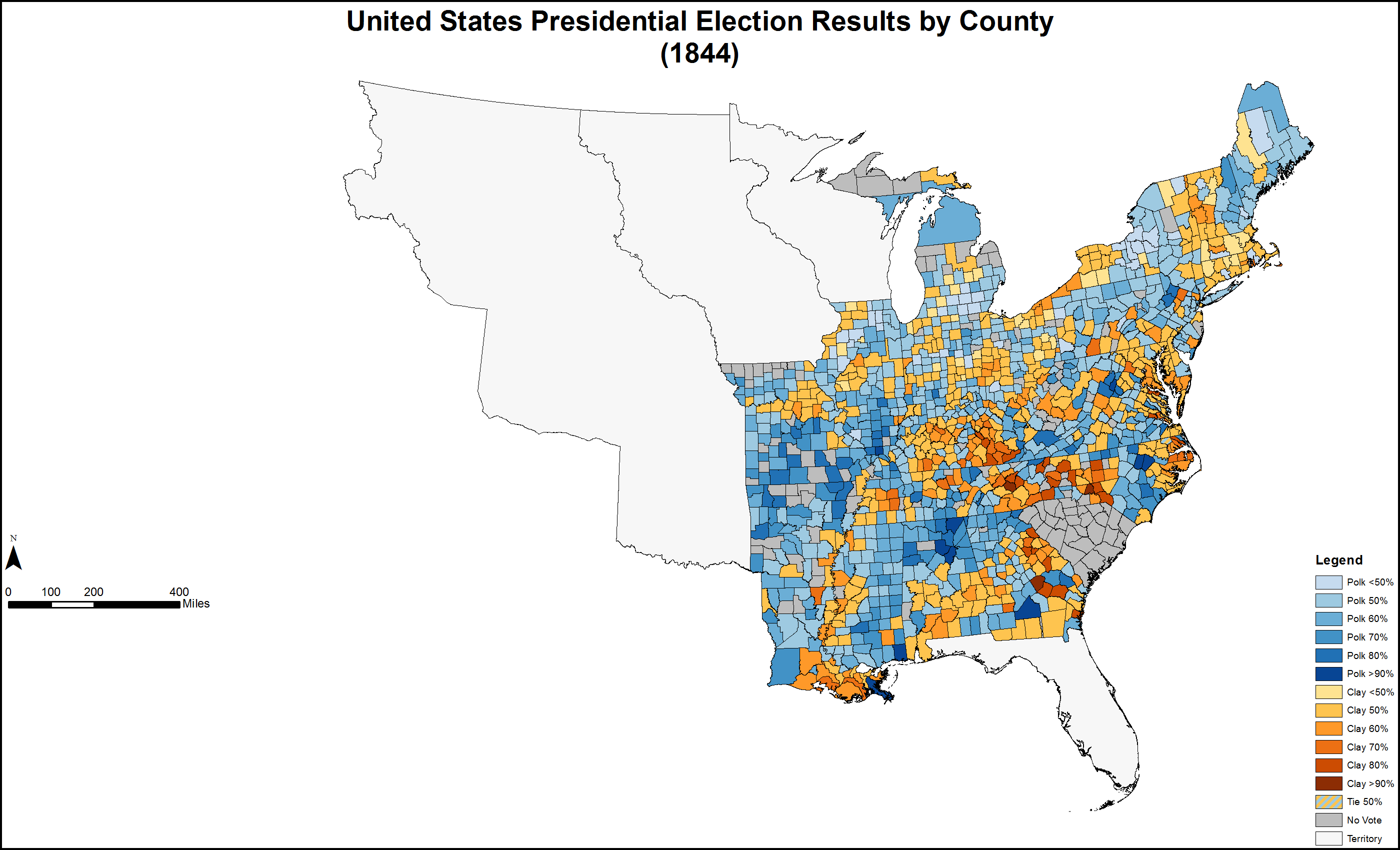
Kết quả theo quận, được tô sắc theo tỷ lệ phiếu bầu của ứng cử viên chiến thắng
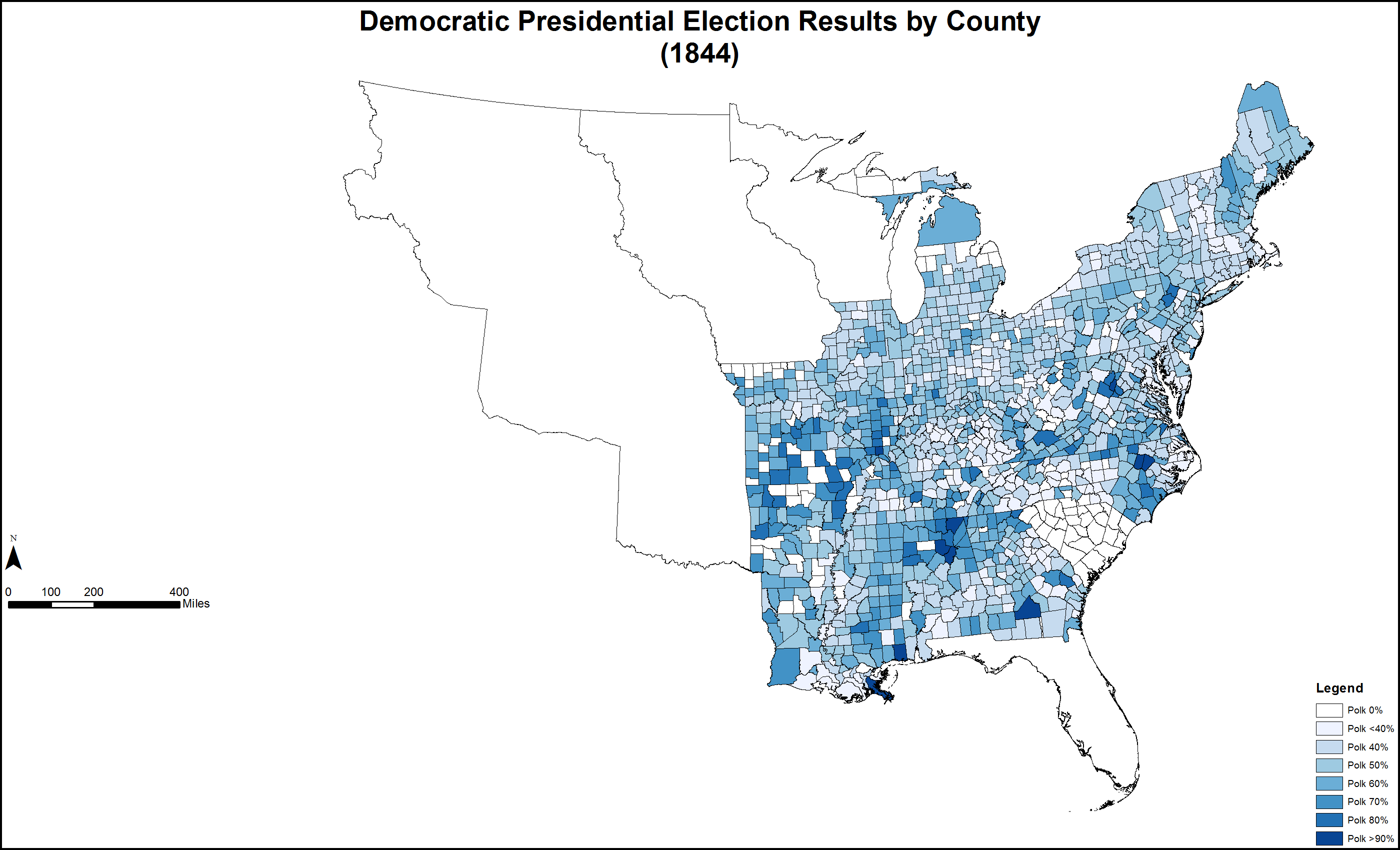
Kết quả theo quận, được tô sắc theo phần trăm phiếu bầu cho Polk
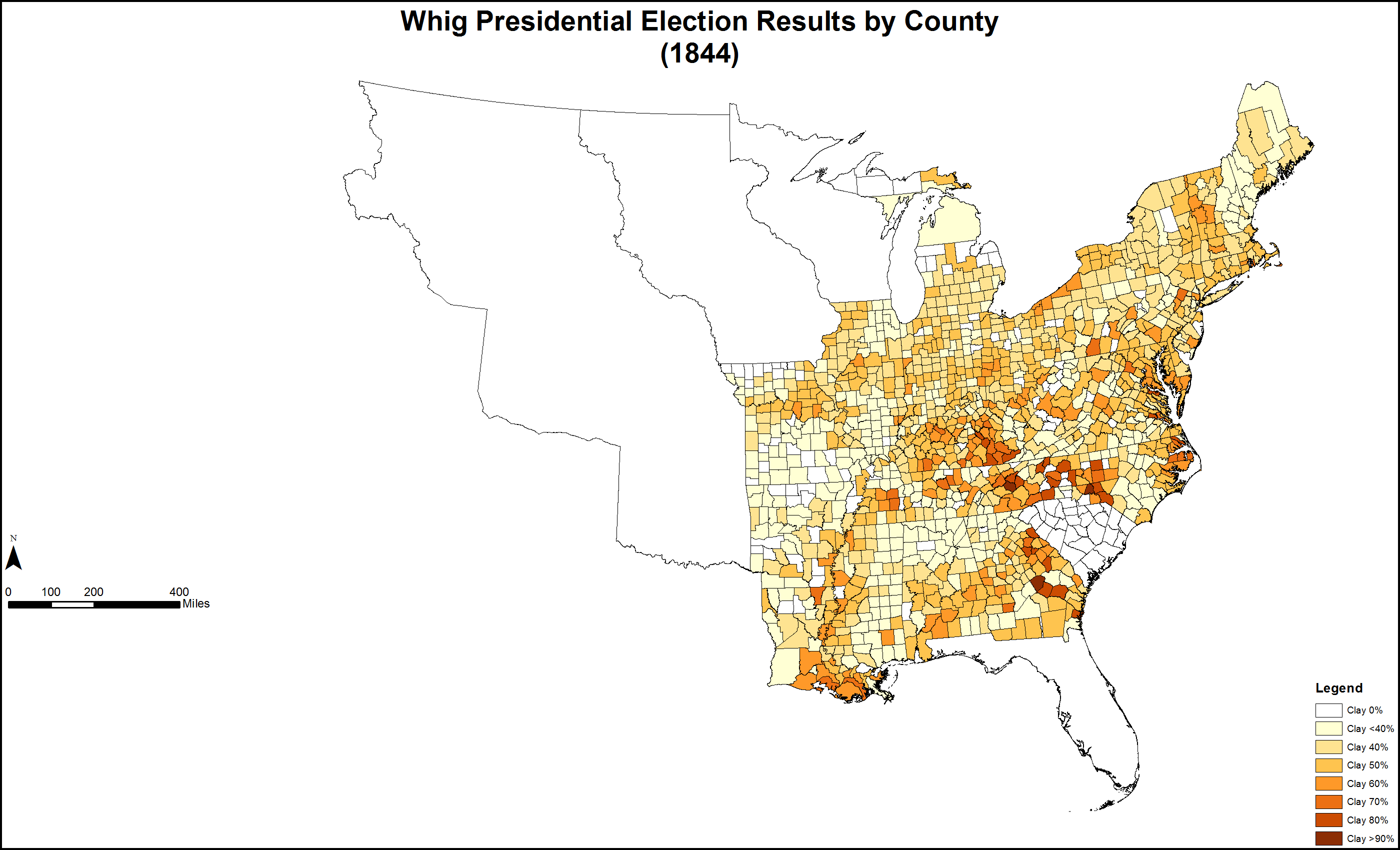
Kết quả theo quận, được tô sắc theo phần trăm phiếu bầu cho Clay
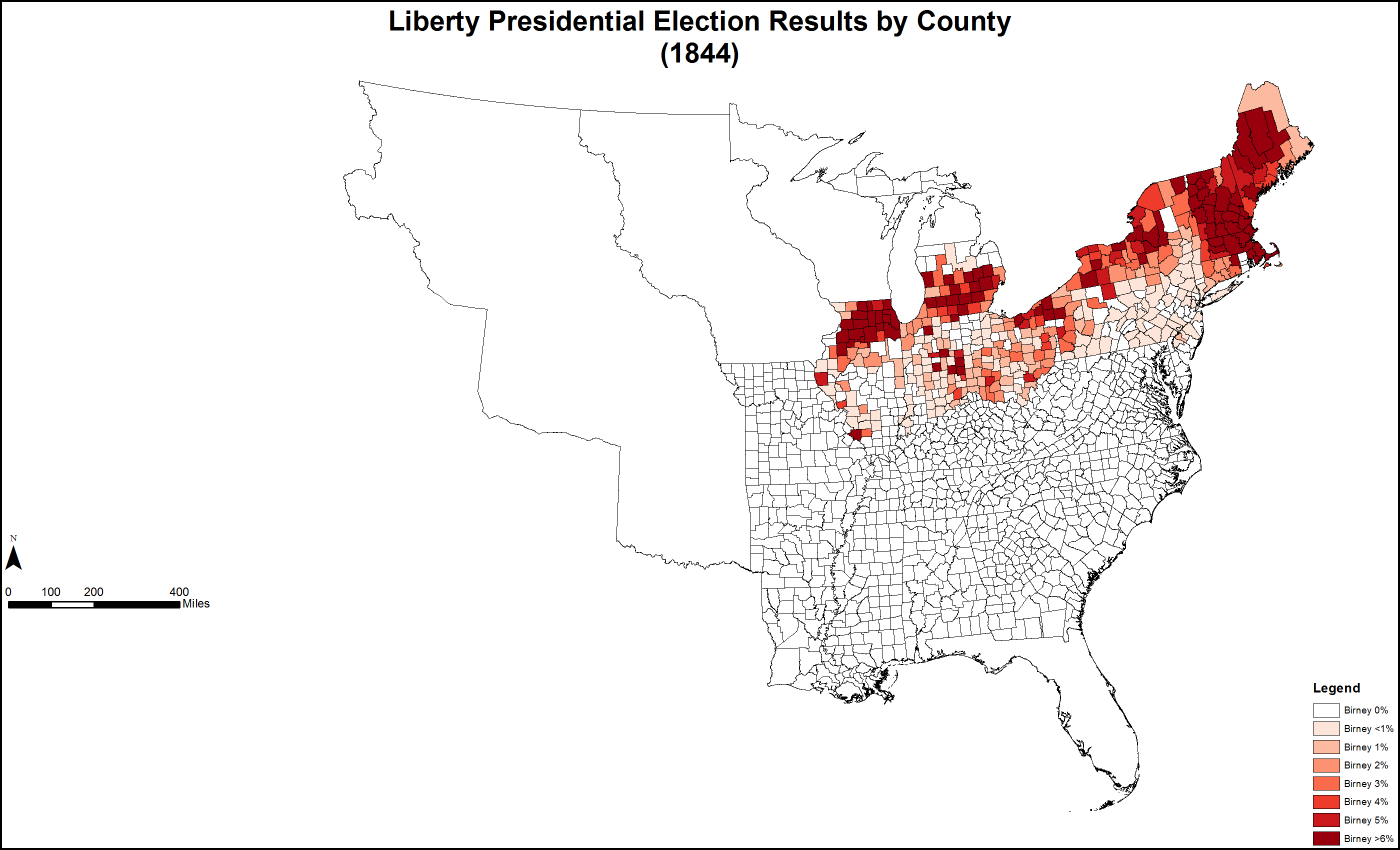
Kết quả theo quận, được tô sắc theo phần trăm phiếu bầu cho Birney
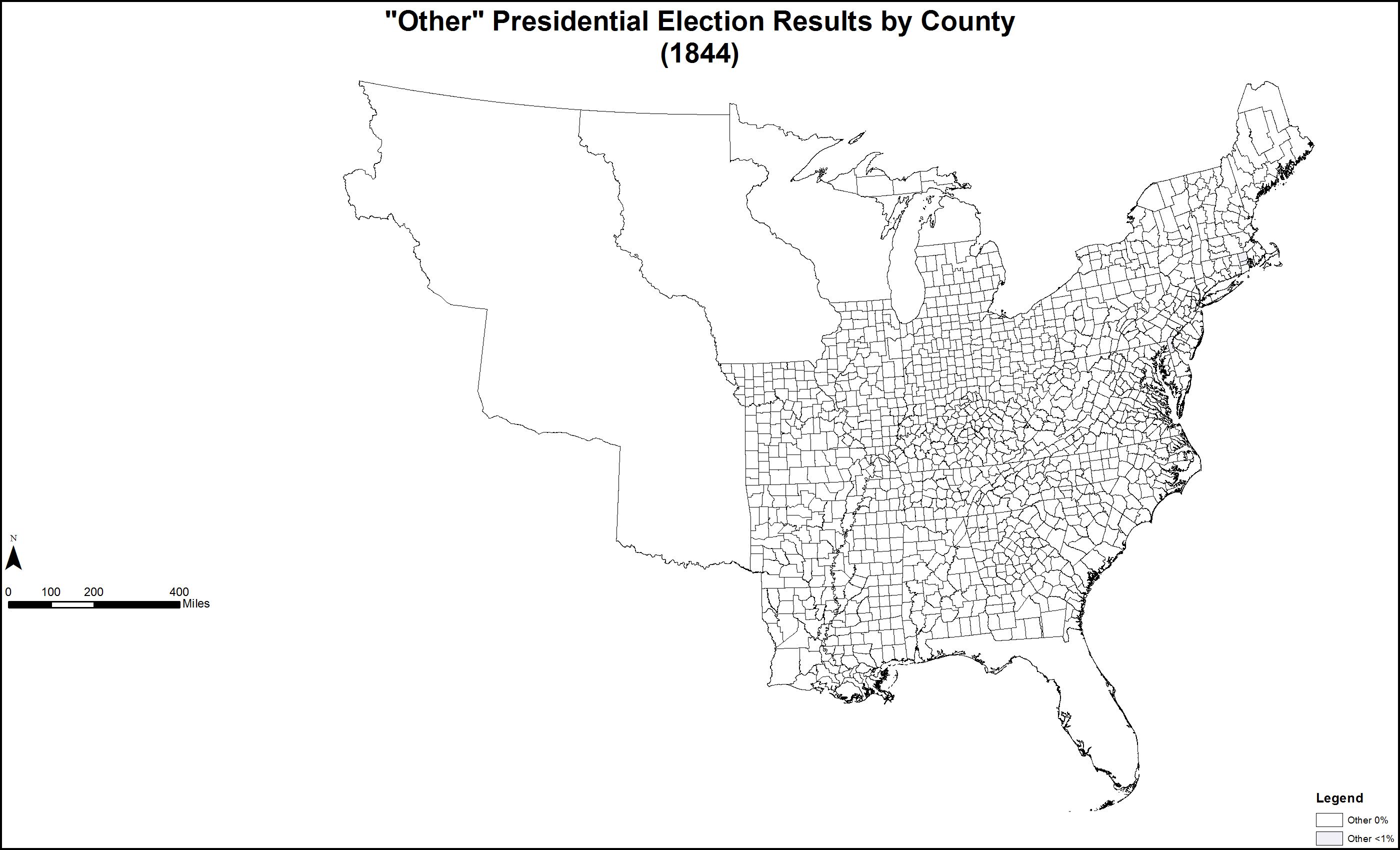
Kết quả theo quận, được tô sắc theo phần trăm phiếu bầu cho các ứng viên khác

## Lựa chọn cử tri đoàn
| Phương pháp lựa chọn đại cử tri                       | Bang sử dụng           |
| ----------------------------------------------------- | ---------------------- |
| Mỗi đại cử tri do cơ quan lập pháp tiểu bang bổ nhiệm | Nam Carolina           |
| Mỗi đại cử tri do cử tri trên toàn tiểu bang lựa chọn | (tất cả các Bang khác) |

## Hệ quả

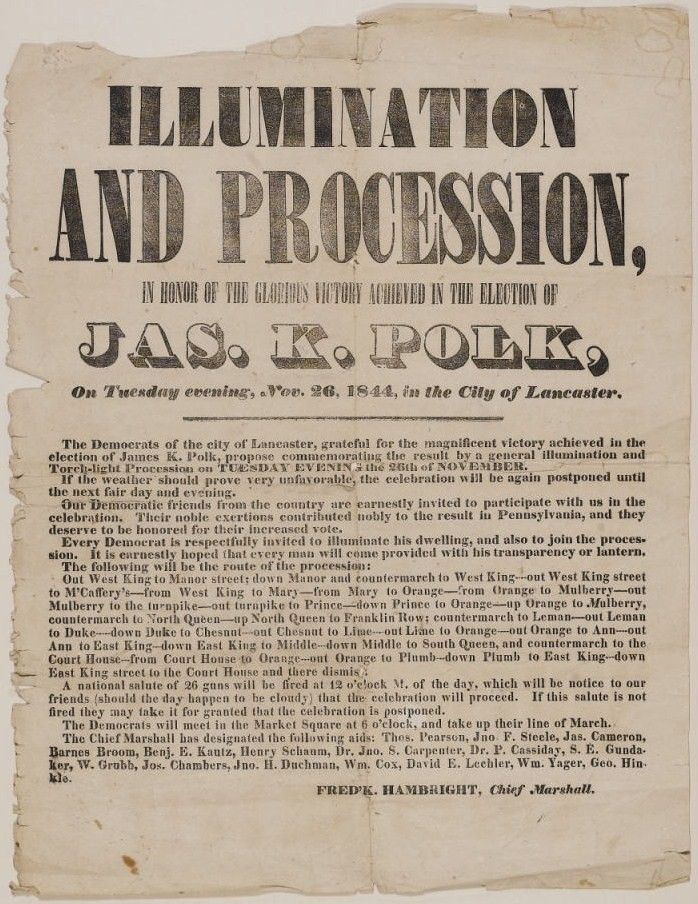
Tuyên cáo công bố cuộc diễu hành chiến thắng bằng ánh đuốc ở Lancaster, Pennsylvania

Cuộc bầu cử của Polk đã xác nhận mong muốn của công chúng Mỹ về việc mở rộng về phía tây. Việc sáp nhập Texas được chính thức hóa vào ngày 1 tháng 3 năm 1845, trước khi Polk nhậm chức. Như lo sợ, Mexico từ chối chấp nhận sáp nhập và Chiến tranh Mexico - Mỹ nổ ra vào năm 1846. Khi vấn đề chính của Polk về Texas được giải quyết, thay vì đòi hỏi toàn bộ Oregon, ông đã thỏa hiệp và Hoa Kỳ và Vương quốc Anh đàm phán Hiệp ước Buchanan-Pakenham, trong đó phân chia Lãnh thổ Oregon giữa hai quốc gia.